# Undeck the Halls (Modern Family)
Undeck the Halls é o décimo episódio da primeira temporada da série Modern Family. O episódio foi exibido originalmente pela ABC no dia 9 de Dezembro de 2009 nos EUA.

## Sinopse
Claire e Phil ameaçam cancelar o Natal, quando as crianças se metem em encrenca; o sofá aparece queimado o que indica que um deles estava fumando. Cameron e Mitchell levam Lily para tirar sua primeira foto com o Papai Noel, o que não sai como o esperado, Cam encontra um inimigo dos natais passados e Mitch provoca a demissão do Papai Noel do shopping. Manny tenta convencer Jay a fazer um natal tradicional Colombiano, mas Jay quer continuar com as tradições da famílias.

## Críticas
Na sua transmissão original americana, "Undeck the Halls" foi visto por um número estimado de 9.666 milhões de famílias. "Undeck the Halls" terminou em 23º lugar na classificação semanal. O episódio foi o sexto maior espetáculo da ABC na audiência geral da semana. Robert Canning deu ao episódio 8,6/10 dizendo que "a fatia que faltava. Esperamos mais episódios de Natal", dizendo que a história de Cameron e Mitchell foi a melhor subtrama. Jason Hughes da TV Esquadrão declarou em sua avaliação "Este episódio de feriado era mais leve nos momentos engraçados que a maioria dos episódios de Modern Family, o que não quer dizer que ele não foi muito engraçado. Substituiu aqueles com momentos mais sinceros.". Ele também afirmou que o melhor momento do episódio foi quando Jay surpreendeu Gloria e Manny com fogos de artifício.